# Островисто (озеро, Новгородская область)
Островисто — внутриболотное дистрофное озеро в Холмском районе Новгородской области России. Исток Хлавицы.
Озеро находится на высоте 94 м над уровнем моря в болоте Рдейском. Площадь — 61 га. Берега торфяные, сплавинные. Озёрная котловина в значительной мере выровнена. Дно покрыто гумусовым сапропелем. В северо-западной части озера есть остров.
С северо-западной стороны впадает протока из озера Корнилока, с северной — протока Островизь из озера Домшинское. На западе вытекает Хлавица, приток Ловати.
В озере произрастает кубышка жёлтая. Водится окунь, щука.